# Hertogdom Saksen-Wittenberg
Het hertogdom Saksen-Wittenberg (Duits: Herzogtum Sachsen-Wittenberg), later keurvorstendom Saksen (Kurfürstentum Sachsen, Kursachsen of Chursachsen), was een land in het Heilige Roomse Rijk. Het werd geregeerd door het Huis Saksen-Wittenberg, een zijtak van de dynastie van de Ascaniërs.

## Geschiedenis
Saksen-Wittenberg ontstond in 1296, na de verdeling van het hertogdom Saksen tussen Albrecht II en de zonen van Johan I. De hertogen uit beide linies maakten aanspraak op de Saksische stem bij de verkiezing van de Rooms-Duitse koning. In de Gouden Bul van 1356 werd het recht om de koning te kiezen definitief aan de hertog van Saksen-Wittenberg verleend, waarmee de hertog werd erkend als een van de zeven keurvorsten van het Rijk.
In 1422 stierf de Ascanische dynastie in Wittenberg uit en werd Saksen door koning Sigismund geschonken aan Frederik I van Saksen, markgraaf van Meißen uit het Huis Wettin.